# Калпс-Хилл

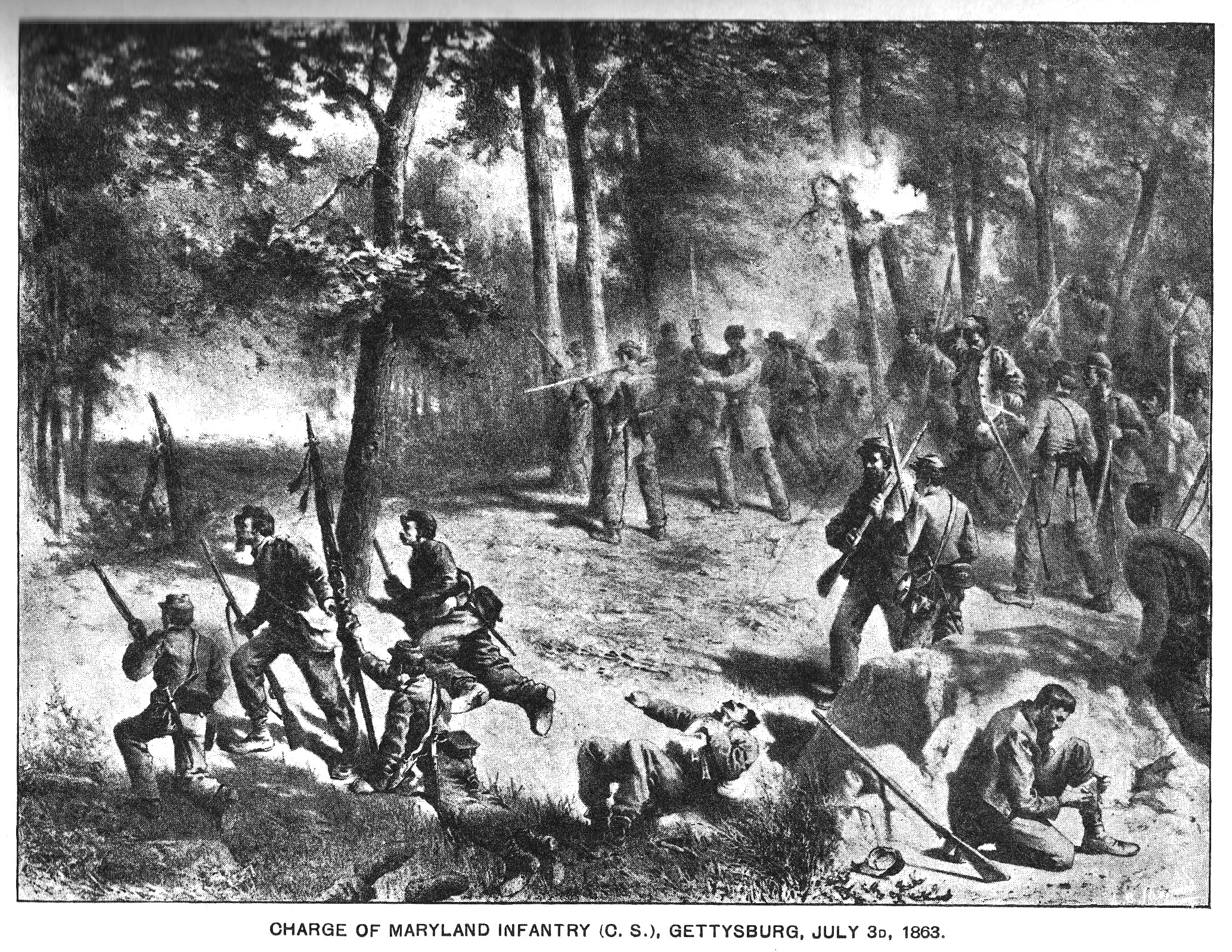
1-й мерилендский батальон штурмует Калпс-Хилл.

Калпс-Хилл (Culp’s Hill) — возвышенность около города Геттисберг, штат Пенсильвания, состоящая из двух высот и седловины. Вошёл в историю после битвы при Геттисберге, когда армия Конфедерации три дня подряд пыталась взять его штурмом.
Основной пик имеет высоту 190 метров от уровня моря, ту же, что и соседний Кладбищенский холм, но имел крутой восточный склон высотой 50 метров, спускающийся к реке Рок-Крик. С запада холм продолжался небольшим гребнем, стыкующимся с Кладбищенским Холмом. Гребень имел небольшую площадку, которая после сражения получила название «холм Стивенса» из-за батареи капитана Гринлифа Стивенса, командира 5-го мэнского полка лёгкой артиллерии, который занимал этот холм. Южный пик имел высоту примерно 160 метров, к востоку от него протекала Рок-Крик, к югу — ручей.
В 1863 году холм был собственностью фермера Генри Калпа.
Во время битвы при Геттисберге Калпс-Хилл был важной частью оборонительной линии армии Севера. Удержание этого холма не давало особых преимуществ федеральной армии, так как густой лес не позволял разместить здесь артиллерию, но потеря этой позиции могла стать для армии фатальной. В случае потери этой высоты, под удар попадали позиции на Кладбищенском холме и балтиморская дорога — основная линия снабжения армии Севера.

## Геттисберг, день первый
Первоначально Калпс-Хилл был занят войсками Союза вечером 1 июля 1863 года. После неудач севернее и западне Геттисберга сюда отступали части I и XI корпусов. Генерал Конфедерации Ричард Юэлл получил приказ занять возвышенности южнее города и ему показалось, что Калпс-Хилл не занят противником, и если его взять, то противник не сможет удержать позиции на Кладбищенском Хребте. На поле боя только что прибыла дивизия Эдварда Джонсона, и Юэлл велел ему занять холм.
Однако, Джонсон не взял холм. Он отправил на разведку небольшой отряд, который встретил 7-й индианский пехотный полк (часть дивизии Уодсворта), который был отведён в тыл для охраны коммуникаций. Отряд Джонсона был застигнут врасплох и попал в плен в полном составе.
Неудача Юэлла на Калпс-Хилл в тот вечер считается одной из самых крупных упущенных возможностей того дня. Другая возможная причина медлительности Джонсона состоит в том, что на востоке были обнаружены части федеральной армии — авангард XII-го корпуса генерала Генри Слокама. Эти части могли создать серьёзную угрозу левому флангу Юэлла, что и стало причиной его осторожности.

## Геттисберг, день второй

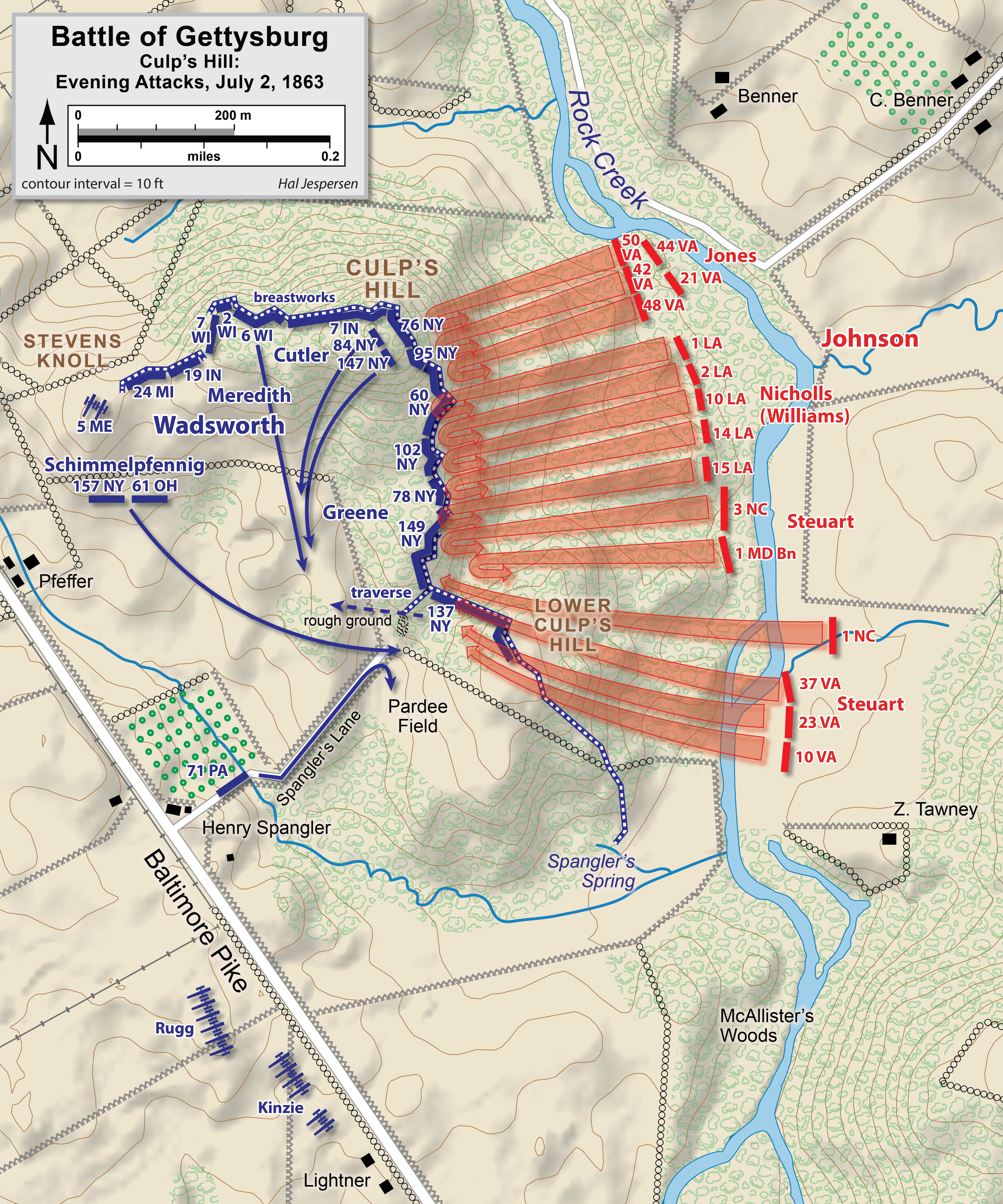
2 июля, вечер, атака дивизии Джонсона

2 июля прибыли части XII корпуса и начали укреплять холм. В дивизии Джона Гири находился бригадный генерал Джордж Грин, которому было 62 и он был самым старым генералом в федеральной армии. Грин до войны служил военным инженером и понимал необходимость полевых укреплений. Его дивизия и корпусное командование не предполагало долго задерживаться на холме и не разделяло его энтузиазма по поводу укреплений, однако и не препятствовали генералу. Он сразу заставил своих солдат валить деревья, собирать камни и таскать землю для возведения весьма эффективной оборонительной позиции.
Утром генерал Ли приказал атаковать оба фланга федеральной линии. Первый Корпус Лонгстрита должен был действовать против левого фланга противника (Литтл-Раунд-Топ, Берлога Дьявола, Уитфилд), а Юэлл и его Второй Корпус должен был провести демонстрацию против правого фланга противника для его дезориентации. В случае успеха демонстрации Юэлл должен был превратить его в полномасштабную атаку.
Юэлл начал демонстрацию в 16:00, когда услышал грохот орудий Лонгстрита на юге. Первые три часа он ограничился артиллерийским обстрелом холма Беннера — в 1600 метрах к северо-востоку. Однако, эта демонстрацию не сбила с толку Мида, который всерьез воспринял события на левом фланге и стал перебрасывать туда все, что возможно. Он приказал генералу Слокаму отправить туда и свой XII корпус. Не очень понятно — послал ли он весь корпус или велел оставить одну бригаду, однако в результате бригада Грина была оставлена для защиты Калпс-Хилла.
Грин удлинил свою линию вправо, чтобы прикрыть часть нижнего склона, однако его 1400 человек было явно недостаточно для отражения возможной атаки.
Около 19:00 начало темнеть. Перестрелки на левом федеральном фланге и центре начали затихать, а Юэлл решил начать основную пехотную атаку. Он отправил три бригады (4 700 человек) из дивизии Эдварда Джонсона через Рок-Крик и далее вверх по восточному склону Калпс-Хилла. Это были бригады Джорджа Стюарта, Джессе Уильямса и Джона Джонса. Бригада каменной стены находилась в тылу, блокируя федеральную кавалерию на Бринкерхоффском хребте.
Как только сражение началось, Грин запросил подкреплений у 1-го и 9-го корпусов. Уодсворт смог послать три полка, а Оливер Ховард — ещё четыре, итого 750 человек. Они стали резервом Грина и помогли пополнить запас боеприпасов.
Что касается атакующих конфедератов, то сложнее всего пришлось вирджинской бригаде Джонса — они поднимались по самому крутому склону холма. Когда они вышли из леса на каменистый склон, они были сильно удивлены мощными укреплениями, которые возвели на вершине федералы. Все их атаки на эти укрепления были относительно легко отбиты 60-м нью-йоркским полком, который потерял всего несколько человек. Потери атакующих были серьёзны, в числе раненых оказался сам генерал Джонс. Один из офицеров нью-йоркского полка писал: «без укреплений наша линия была бы сметена в одно мгновение».
В центре луизианская бригада Уильямса столкнулась с теми же проблемами. Атакующих было почти не видно в темноте, однако укрепления отказались столь серьёзны, что 78-й и 102-й нью-йоркские полки за 4-часовой бой потеряли всего несколько человек.
Полки бригады Стюарта на левом фланге заняли пустые укрепления на нижнем холме у поля Парди и в темноте двинулись на открытый правый фланг бригады Грина. Федералы встретили наступающий мощным винтовочным залпом. Два левых полка Стюарта (23 и 10 вирджинские) обошли фланг 137-го нью-йоркского полка. Командир полка, полковник Дэвид Ирланд, оказался в том же положении, что и Джошуа Чемберлен на Литтл-Раунд-Топ. Его полк отступил и занял одну из дополнительных траншей, обращённых к югу. Им удалось удержать фланг, но при этом они потеряли треть своих людей. Полк Ирланда фактически спас от разгрома всю армию Мида, при этом так и не получил той же известности, что Чемберлен. Из-за темноты люди Стюарта не осознали, что фактически вышли к Балтиморскому шоссе, основной линии снабжения федеральной армии.
Из-за темноты 1-й северокаролинский полк из-за недоразумения открыл огонь по 1-му мэрилендскому батальону.
В разгар боя его шум достиг Уинфилда Хэнкока на Кладбищенском Хребте, и он сразу отправил туда несколько дополнительных отрядов. 71-й пенсильванский полк присоединился к 137-му на фланге Грина. К концу ночи весь 12-й корпус был возвращен обратно, причем некоторые части обнаружили противника в траншеях, куда собирались вернуться.
Генерал Уильямс решил не продолжать атаки и отвёл бригаду, Джонс поступил точно так же. Только бригада Стюарта осталась удерживать захваченные траншеи. Противники стали ждать рассвета.

## Геттисберг, день третий

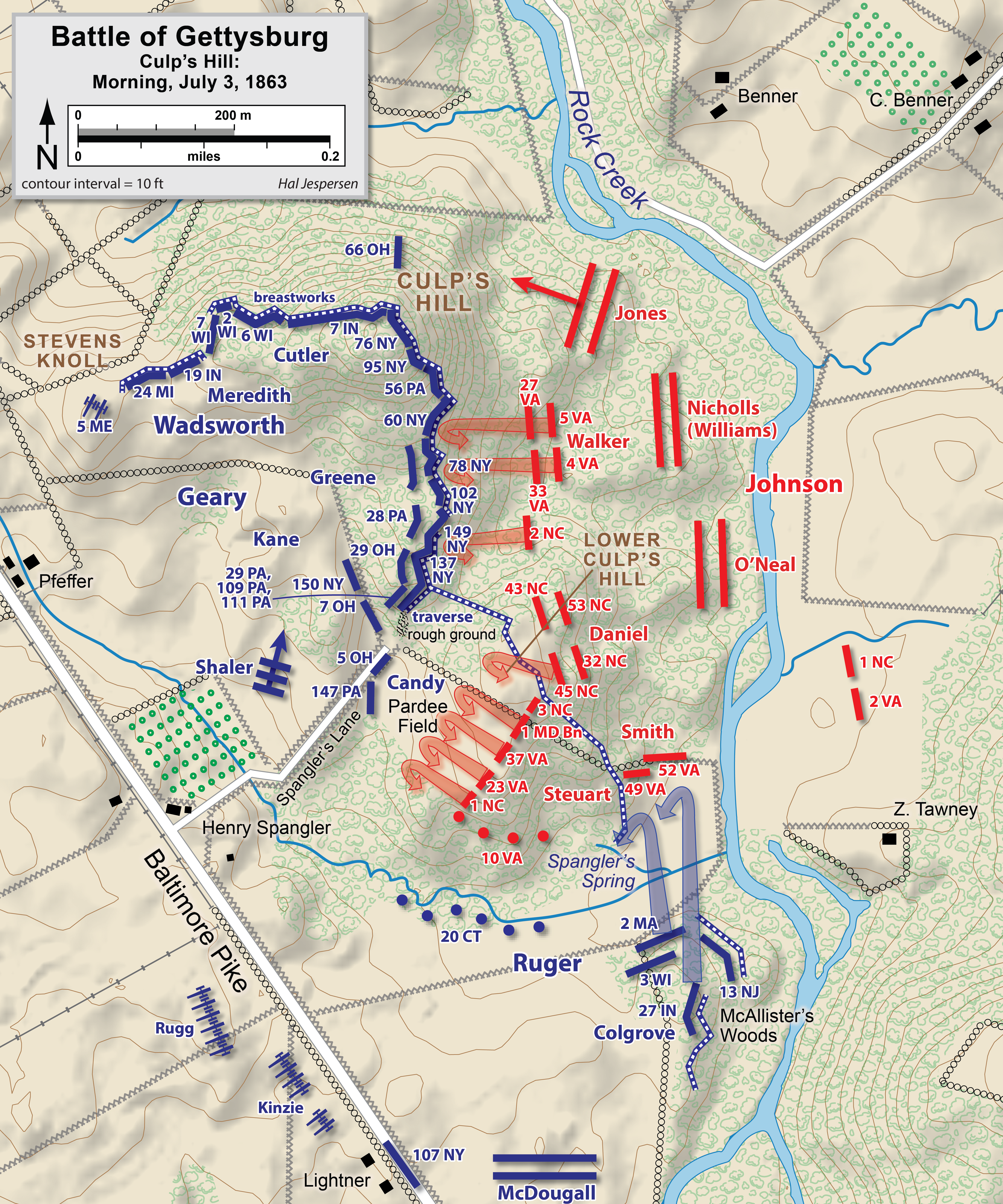
3 июля, утро.

3 июля генерал Ли планировал провести одновременные атаки Калпс-Хилла и Кладбищенского хребта. Однако, дивизии Лонгстрита задерживались, а события у Калпс-Хилла приняли необратимый характер. На рассвете пять федеральных батарей открыли огонь по бригаде Стюарта, которая с вечера занимала часть траншей противника. Завязался бой. Ли пытался остановить его, но Юэлл послал ему сообщение: «Слишком поздно отзывать войска». За то утро дивизия Джонса провела три атаки и все неудачные.
За ночь XI федеральный корпус был усилен частями I и VI корпусов, а Юэлл усилил дивизию Джонсона бригадами Джуниуса Дэниела, Уильяма Смита и Эдварда О’Нила. Но и эти дополнительные части ничего не смогли сделать с укреплёнными позициями северян. Грин повторил тактику прошлого вечера: пока один полк стрелял, другой заряжал ружья, потом полки менялись местами и таким образом удавалось достичь высокой интенсивности огня.
К концу утра, примерно в 10:00, бригада каменной стены и северокаролинская бригада Дэниела атаковали Грина с востока, в то время как бригада Стюарта двинулась через поле на бригады Кенди и Кэна, не прикрытые укреплениями. И все же обе атаки были отбиты с тяжелыми потерями.
Около полудня два федеральных полка были посланы атаковать тыл бригады Стюарта у ручья Спанглерс-Спринг. Генерал Слокам решил, что противник сильно потрёпан и приказал генералу Ружеру отбить захваченные вечером траншеи. Ружер передал приказ бригаде Сайласа Колгроува, который понял приказ так, что надо атаковать позиции противника с фронта. Для атаки были выбраны два полка: 2-й Массачусетский и 27-й индианский, в которых было примерно 650 человек, против 1000 южан на участке атаки. Когда подполковник Чарльз Мадж (командир 2-го Массачусетского) услышал приказ, он попросил повторить его, после чего сказал: «Это самоубийство, но это приказ». Два полка пошли в атаку один за другим. 2-й Массачусетский полк шёл первым. Атака была отбита с тяжёлыми потерями: массачусетский полк потерял 43 % своего состава, индианский — 32 %.

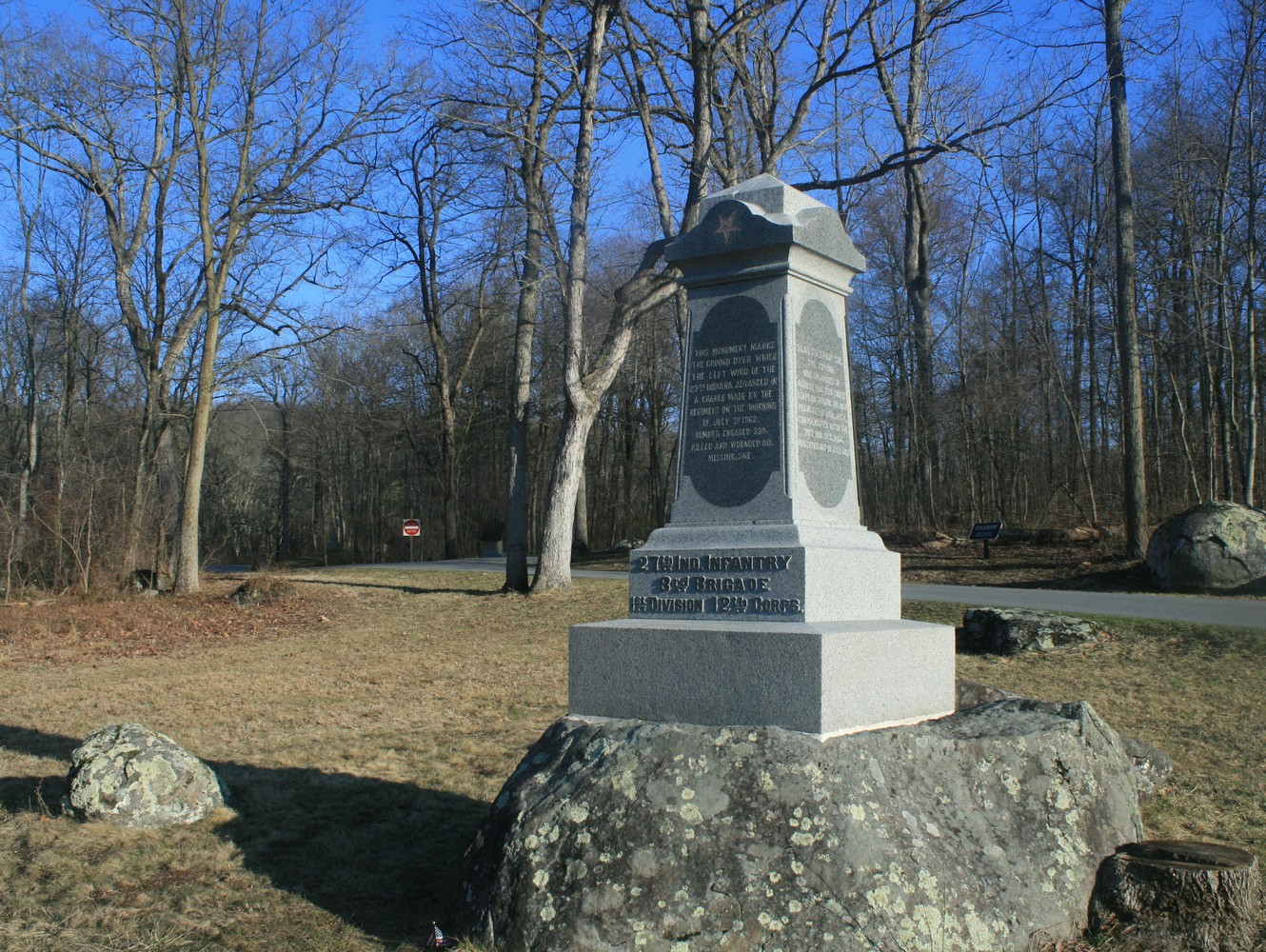
Монумент на месте атаки 27-го Индианского полка

Таким образом, атаки холма снова были отбиты на всех участках. Потери дивизии Джонсона составили примерно 2000 человек, треть её состава. Ещё 800 человек погибло в дополнительных бригадах. XII-й корпус потерял примерно 1000 человек за два дня боев, из них 300 потеряла бригада Грина (пятую часть состава). Альфеус Уильямс позже сказал: «Удивительно, что мятежники упорствовали так долго, хотя в первые же полчаса могли понять, что это бесполезно».
Одна из печальных историй войны связана с семьёй Калп. У Генри Калпа было два племянника: Джон Уэсли Калп и Уильям Калп. Первый сражался за Конфедерацию в рядах 2-го вирджинского полка, второй — за Союз. Уэсли был убит в бою на своей фамильной территории 3-го числа. Считается, что при нём было письмо от другого, уже погибшего солдата, к «Гинни» Уэйд — жительнице Геттисберга, единственному гражданскому лицу, погибшему во время сражения. Уильям Калп не присутствовал под Геттисбергом и пережил войну.

## Последствия
Штурм холма предполагался как отвлекающий манёвр, вызванный облегчить «атаку Пикетта», однако вышло так, что эти атаки прошли с разницей в два часа, так что понесённые на холме потери были в каком-то смысле напрасны.
После войны Калпс-Хилл стал популярным туристическим местом. Он находился близко к городу и, в отличие от остальных сражений, происходивший в основном на открытой местности, был густо покрыт лесом, и перестрелка оставила зримые повреждения на деревьях. Только дивизия Гейри 3 июля произвела 227 000 выстрелов. Прошло 20 лет, прежде чем природа стёрла последствия сражения.